# Kate Langley Bosher
Kate Langley Bosher (1 de febrero de 1865 - 27 de julio de 1932) fue una novelista estadounidense de Virginia, reconocida por sus novelas Mary Cary (1910) y Miss Gibbie Gault (1911).
Bosher nació en Norfolk, Virginia, en 1865, hija de Charles H. y Portia V. Langley. Se graduó en 1882 del colegio de señoritas de Norfolk y se casó con Charles Gideon Bosher en 1887. Era una sufragista y realizaba trabajos de voluntariado con los huérfanos.
La novela Mary Cary fue adaptada al cine en la película muda de 1921 Nobody's Kid, protagonizada por Mae Marsh (como Mary), Kathleen Kirkham y Anne Schaefer.
Bosher murió en Richmond el 27 de julio de 1932 y fue enterrada en el cementerio de Hollywood en Richmond, Virginia. No tuvo hijos.
El trabajo de referencia de 2006 Southern Writers: A New Biographical Dictionary describe la obra de Bosher como "sentimental y romántica: sus personajes son animados y sus aventuras divertidas".

## Obra
- Bobbie (1899) (bajo el pseudónimo de Kate Cairns)
- When Love Is Love (1904)[3]
- Mary Cary (1910)
- Miss Gibbie Gault (1911) (secuela de Mary Cary)
- The House of Happiness (1912)
- The Man in Lonely Land (1913)
- How It Happened (1914)
- People Like That (1916)
- Kitty Canary (1918)
- His Friend, Miss McFarlane (1919)